# ニコライ・カメンスキー
ニコライ・カメンスキー（ロシア語: Николай Каменский, ラテン文字表記例：Nikolay Kamenskiy, 1931年10月17日 - 2017年7月21日）は、ロシア・ソビエト連邦社会主義共和国（現在のロシア連邦）モスクワ出身のスキージャンプ選手。1950年代後半から1960年代前半に活躍した。

## プロフィール
1955/56シーズンのジャンプ週間では個々の優勝はなかったものの総合優勝を果たした。翌1956/57シーズンのジャンプ週間は初戦に出場せず2戦目から2位、1位、2位と好成績を残した。1957/58シーズンのジャンプ週間で総合3位、1958年ノルディックスキー世界選手権では9位、ホルメンコーレン大会ではソ連勢初の優勝を記録した。
1960年のスコーバレーオリンピックではメダルにあと一歩の4位となった。
1962年ノルディックスキー世界選手権では65m級7位、90m級では銀メダルを獲得した。
32歳となった1964年インスブルックオリンピックではすでに全盛期を過ぎており70m級21位、90m級38位に終わった。